# Zorn (film)
Zorn è un film del 1994 diretto da Gunnar Hellström e basato sulla vita del pittore svedese Anders Zorn.

## Premi e riconoscimenti
- Nomination ai Guldbagge Awards 1995: Miglior Fotografia (Jörgen Persson)